# Грб Хедмарка
Грб Хедмарка је званични симбол норвешког округа Хедмарка. Грб је званично одобрен краљевском резолуцијом од 6. фебруара 1987. године.

## Опис грба
Хедмарк је најгушће пошумљена провинција у Норвешкој. Стога, приликом избора грба за ову провинцију, одлучио је да дизајнерска композиција буде заснована појму на шуме и шумарства. Коначно, 6. фебруара 1987. године изабран је садашњи дизајн грба. На њему су представљена три бијела (сребрена) ашова направљена од дрвета брезе на зеленој подлози.